# RGM-6 Regulus
RGM-6 Regulus (SSM-N-8) byla americká podzvuková střela s plochou dráhou letu vyvinutá společností Vought. Byla to první strategická řízená střela s jadernou hlavicí ve výzbroji amerického námořnictva. Ve službě byla v letech 1955-1964. Nahradila ji výkonnější nadzvuková střela RGM-15 Regulus II. Letounové střely řady Regulus I/II byly později zcela nahrazeny balistickými raketami UGM-27 Polaris.

## Vývoj

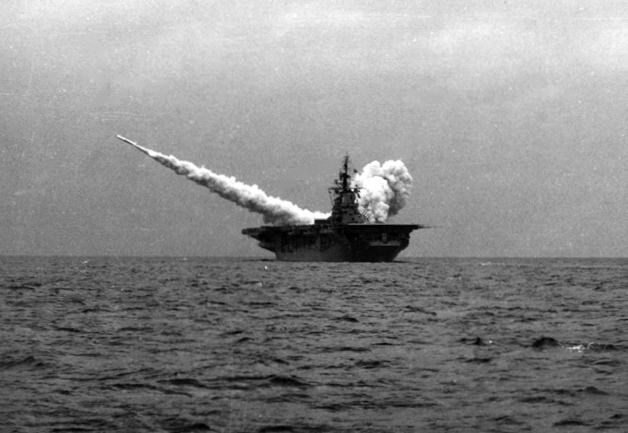
První námořní test střely Regulus proběhl na palubě letadlové lodě USS Princeton

Americké námořnictvo pracovalo od roku 1946 na získání řízené střely typu země-země. Původně plánovalo využít letounovou střelu JB-2, což byla kopie německé V-1, ta však nakonec sloužila jen k získání potřebných zkušeností. Kontrakt na vývoj zcela nové řízené střely SSM-8 (později SSM-N-8) získala roku 1946 americká společnost Vought.
Střela vybavená proudovým motorem Allison J33 měla unést hlavici o hmotnosti 3000 liber (jadernou hlavici) rychlostí 0,85 M na vzdálenost 500 námořních mil. Svou koncepcí a výkony byla střela Regulus velmi podobná armádní střele MGM-1 Matador. Ministerstvo obrany dokonce chtělo, aby námořnictvo přerušilo vývoj Regulusů a převzalo typ Matador, to si však svůj vývoj uhájilo.
První zkušební let střely XSSM-N-8 proběhl v březnu 1951, první vypuštění z hladinové lodě USS Princeton (CV-37) třídy Essex proběhlo v listopadu 1952 a v červenci 1953 proběhl také první start z ponorky třídy Gato USS Tunny (SS-282). V té době byla střela přejmenována na Regulus I, aby se odlišila od výkonnější RGM-15 Regulus II. Do služby byla střela přijata roku 1955. Jejím prvním nosičem v operační službě se stal těžký křižník USS Los Angeles (CA-135). Sériová výroba střel Regulus probíhala do ledna 1959. Vyrobeno jich bylo celkem 514 kusů.
Americké námořnictvo pro nesení střel Regulus upravilo 10 letadlových lodí, čtyři těžké křižníky a pět ponorek. Prvními americkými ponorkovými nosiči jaderných zbraní se staly dvě přestavěné konvenční ponorky (Tunny a Barbero). Jako nosiče střel Regulus byly od počátku postaveny dvě ponorky třídy Grayback a konečně ponorka s jaderným pohonem USS Halibut (SSGN-587). Střely Regulus byly ze služby vyřazeny v srpnu 1964. Ponorky s nimi do té doby vykonaly celkem 41 hlídkových plaveb.
Střela Regulus měla řadu nedostatků. Mimo jiné se ponorka kvůli jejímu vypuštění musela vynořit, navádění bylo zranitelné rušením a podzvukovou rychlostí letící střela byla poměrně zranitelná.

## Konstrukce

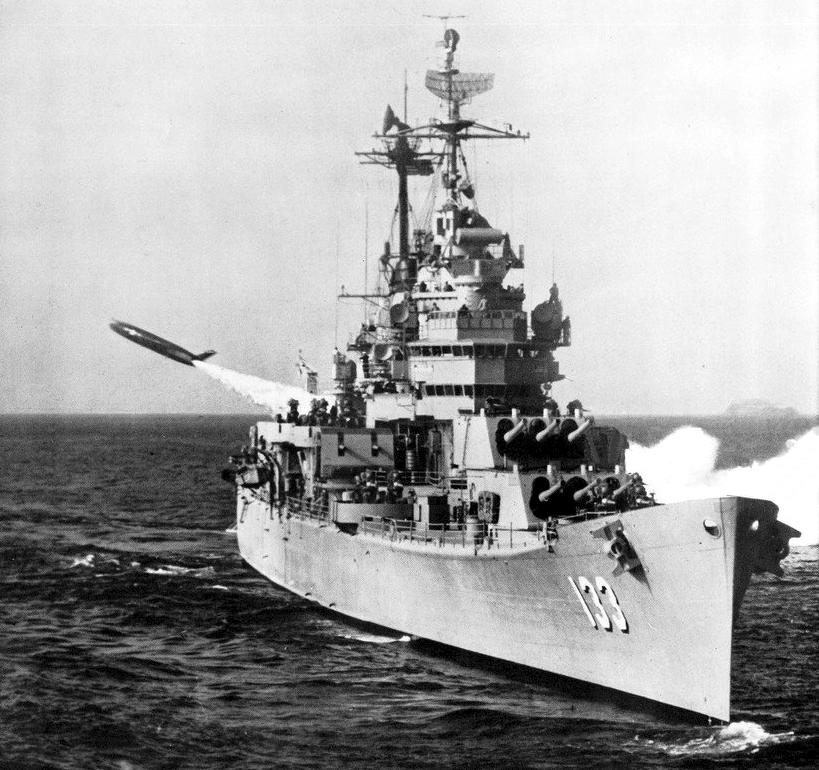
Střela Regulus vypuštěná těžkým křižníkem USS Toledo (CA-133)

Regulus byl malý konvenčně řešený letounek. Postrádal pilotní kabinu a vodorovné ocasní plochy. Startoval pomocí dvou odhazovatelných raketových motorů (boosterů) Aerojet General, přičemž za letu jej poháněl proudový motor Allison J33. Pro střelu byly určeny dvě jaderné hlavice: štěpná W-5 o síle 40-50 kt a termojaderná W-27 o síle 2 Mt. Navádění bylo rádio-povelové.

## Verze
- XSSM-N-8 – vývojová verze vybavená podvozkem.[1]
- SSM-N-8 (RGM-6A)  – Cvičná verze vybavená podvozkem.[1]
- SSM-N-8a (RGM-6B) – Modernizovaná verze, příď upravena kvůli instalaci nových jaderných hlavic (W-5 / W-27).[1]
- KDU-1 (BQM-6C) – Cvičný cílový dron vzniklý přestavbou vyřazených střel.[1]

## Nosiče
- Třída Gato - ponorka (2× Regulus)
  - USS Tunny (SS-282)

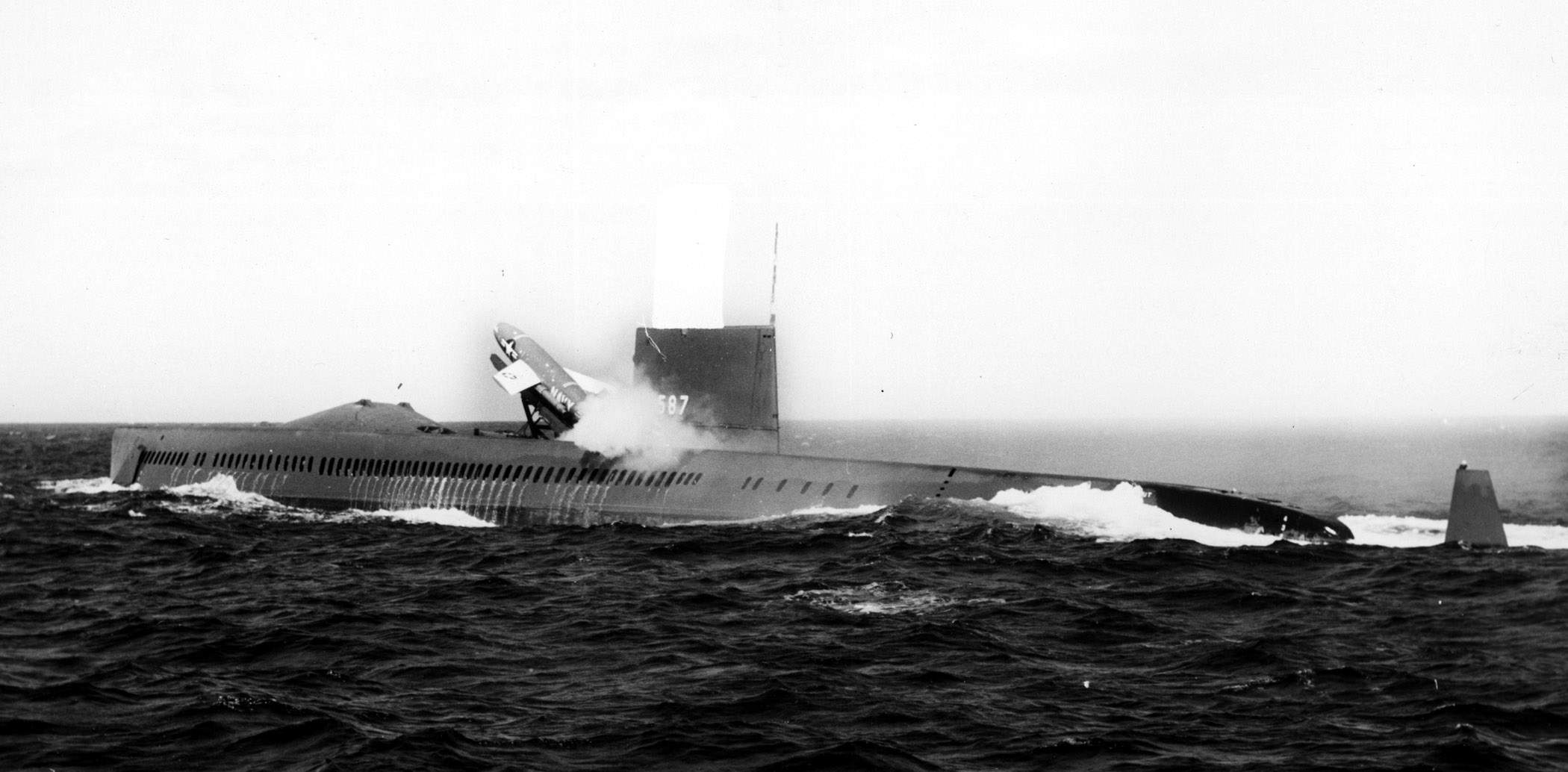
USS Halibut (SSGN-587)

- Třída Balao - ponorka (2× Regulus)
  - USS Barbero (SS-317)

- Třída Grayback - ponorka (4× Regulus)
  - USS Grayback (SSG-574)
  - USS Growler (SSG-577)

- USS Halibut (SSGN-587) - ponorka (5× Regulus)

- Třída Baltimore - těžký křižník (3× Regulus)
  - USS Helena (CA-75)
  - USS Macon (CA-132)
  - USS Toledo (CA-133)
  - USS Los Angeles (CA-135)

- 10 letadlových lodí[1]

## Hlavní technické údaje (RGM-6B)[1]
- Rozpětí: 6,4 m
- Délka: 10,1 m (včetně boosteru)
- Průměr trupu: 1,4 m
- Hmotnost: 4670 kg
- Hmotnost boosteru: 790 kg

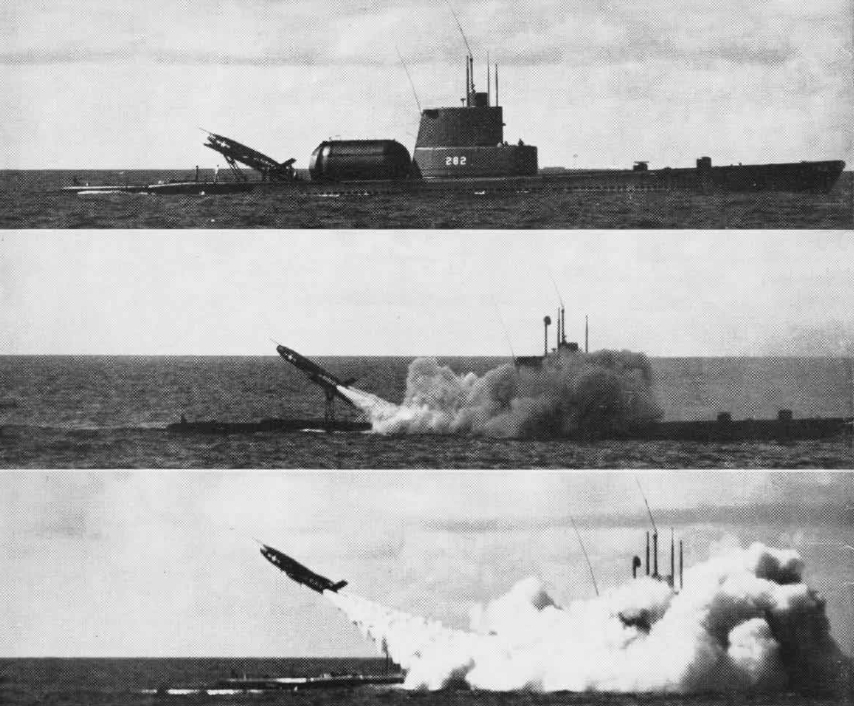
Vypuštění střely Regulus z ponorky USS Tunny

- Pohonná jednotka: 1× proudový motor Allison J33
  - Tah pohonné jednotky: 20 kN
- Booster: 2× Aerojet General
  - Tah boosteru: 2× 146 kN

- Nejvyšší rychlost: 543 uzlů
- Dosah: 520 námořních mil
- Cestovní rychlost: 0,85 M
- Max. rychlost: 960 km/h (1,1 M, konečná sestupná fáze)
- Dosah: 925 km